# Dichelonychini
Dichelonychini is een tribus uit de familie van bladsprietkevers (Scarabaeidae). 